# Hincăuți, Edineț
Hincăuți este satul de reședință al comunei cu același nume  din raionul Edineț, Republica Moldova.
La 2–3 km de sat se află un parc, monument de arhitectură peisagistică.

## Demografie

### Structura etnică
Structura etnică a satului conform recensământului populației din 2004:
| Grup etnic         | Populație | % Procentaj |
| ------------------ | --------- | ----------- |
| Moldoveni / Români | 1037      | 92,42%      |
| Ucraineni          | 75        | 6,68%       |
| Ruși               | 4         | 0,36%       |
| Polonezi           | 3         | 0,27%       |
| Găgăuzi            | 2         | 0,18%       |
| Alții              | 1         | 0,09%       |
| Total              | 1122      | 100%        |

## Galerie de imagini

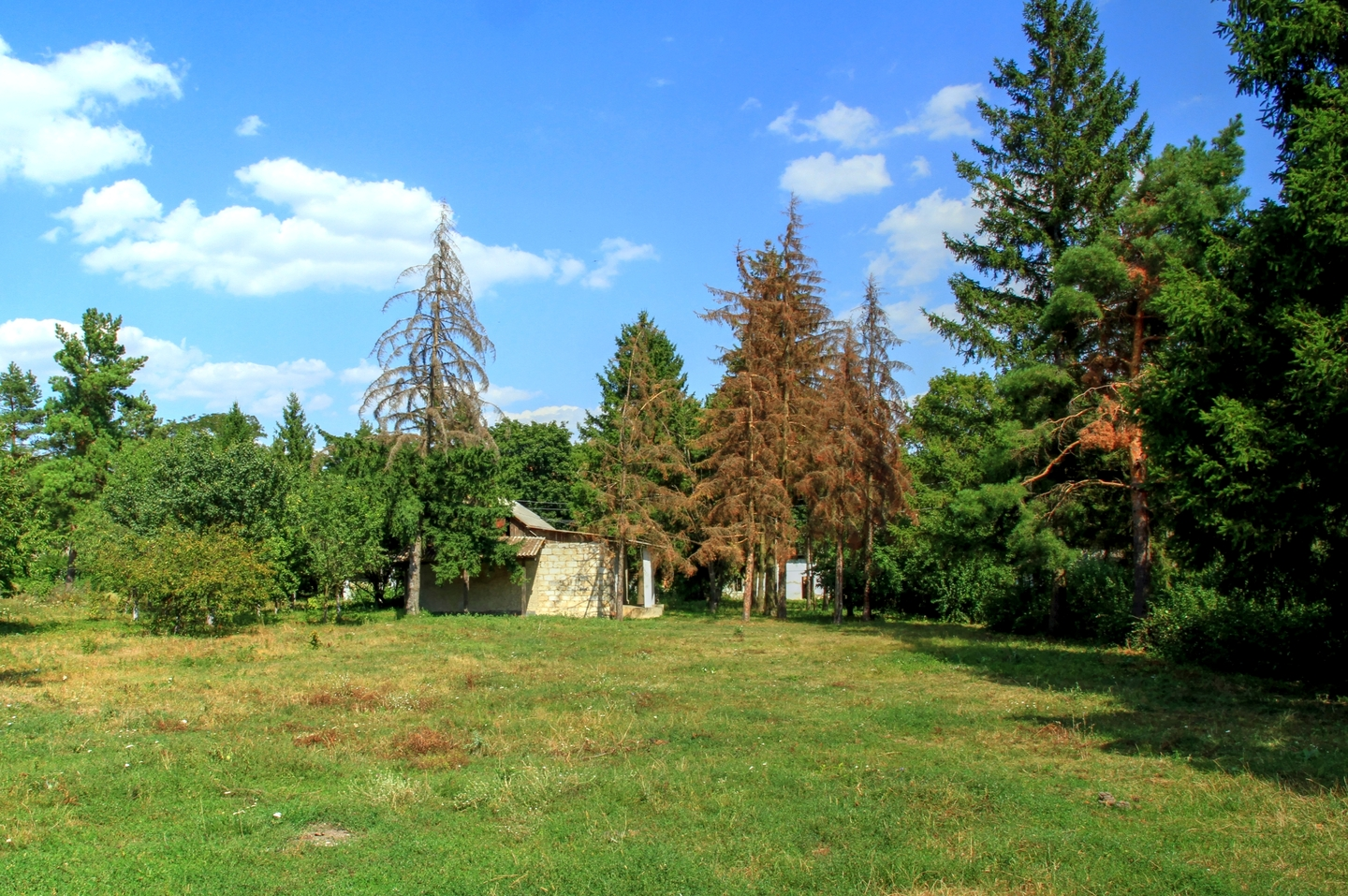
Parcul din localitate
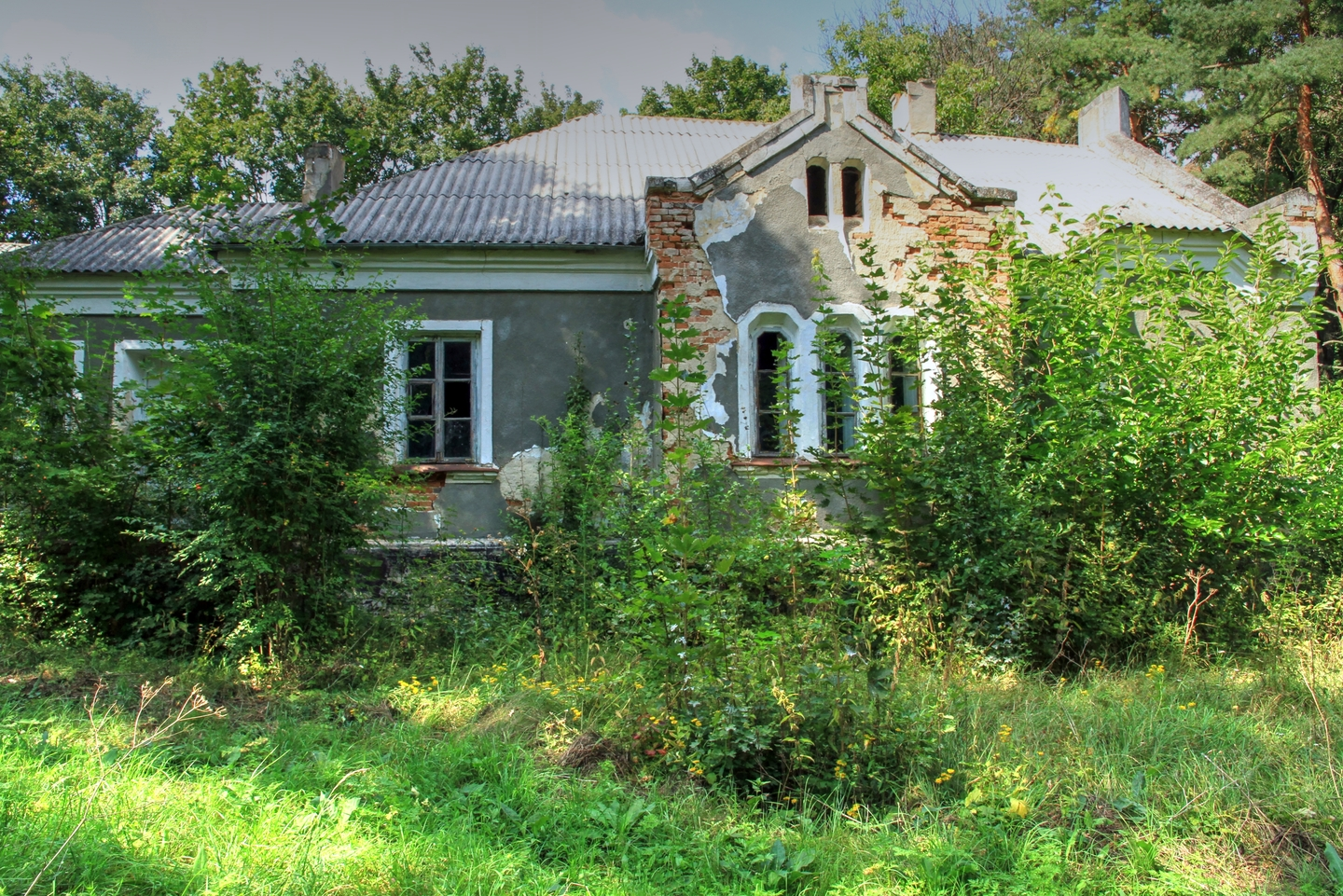
Conac

## Personalități

### Născuți în Hincăuți
- Boris Coroliuc (1930–2016), om de știință și profesor sovietic și moldovean, rector al Universității „Alecu Russo” din Bălți (1975-1985)